# Cyanosporus
Cyanosporus is een geslacht van schimmels behorend tot de familie Polyporaceae. De typesoort is Cyanosporus caesius.

## Soorten
Volgens Index Fungorum bestaat het geslacht 31 soorten (peildatum maart 2023):
| Soortnaam                                          | Auteur(s)                                              | Publicatiejaar |
| -------------------------------------------------- | ------------------------------------------------------ | -------------- |
| Cyanosporus alni (Dunne vaalblauwe kaaszwam)       | (Niemelä & Vampola) B.K. Cui, L.L. Shen & Y.C. Dai     | 2018           |
| Cyanosporus arbuti                                 | (Spirin) B.K. Cui & Shun Liu                           | 2021           |
| Cyanosporus auricomus                              | (Spirin & Niemelä) B.K. Cui & Shun Liu                 | 2021           |
| Cyanosporus bifarius                               | (Spirin) B.K. Cui & Shun Liu                           | 2021           |
| Cyanosporus caesiosimulans                         | (G.F. Atk.) B.K. Cui & Shun Liu                        | 2021           |
| Cyanosporus caesius (Blauwe kaaszwam)              | (Schrad.) McGinty                                      | 1909           |
| Cyanosporus coeruleivirens                         | (Corner) B.K. Cui, Shun Liu & Y.C. Dai                 | 2021           |
| Cyanosporus comatus                                | (Miettinen) B.K. Cui & Shun Liu                        | 2021           |
| Cyanosporus cyanescens                             | (Miettinen) B.K. Cui & Shun Liu                        | 2021           |
| Cyanosporus fusiformis                             | B.K. Cui, L.L. Shen & Y.C. Dai                         | 2018           |
| Cyanosporus glaucus                                | (Spirin & Miettinen) B.K. Cui & Shun Liu               | 2021           |
| Cyanosporus gossypinus                             | (Moug. & Lév.) B.K. Cui & Shun Liu                     | 2021           |
| Cyanosporus hirsutus                               | B.K. Cui & Shun Liu                                    | 2021           |
| Cyanosporus livens                                 | (Miettinen & Vlasák) B.K. Cui & Shun Liu               | 2021           |
| Cyanosporus luteocaesius                           | (A. David) B.K. Cui, L.L. Shen & Y.C. Dai              | 2018           |
| Cyanosporus magnus                                 | (Miettinen) B.K. Cui & Shun Liu                        | 2021           |
| Cyanosporus mediterraneocaesius                    | (M. Pieri & B. Rivoire) B.K. Cui, L.L. Shen & Y.C. Dai | 2018           |
| Cyanosporus microporus                             | B.K. Cui, L.L. Shen & Y.C. Dai                         | 2018           |
| Cyanosporus mongolicus                             | B.K. Cui, L.L. Shen & Y.C. Dai                         | 2018           |
| Cyanosporus nothofagicola                          | B.K. Cui, Shun Liu & Y.C. Dai                          | 2021           |
| Cyanosporus piceicola                              | B.K. Cui, L.L. Shen & Y.C. Dai                         | 2018           |
| Cyanosporus populi                                 | (Miettinen) B.K. Cui & Shun Liu                        | 2021           |
| Cyanosporus simulans                               | (P. Karst.) B.K. Cui & Shun Liu                        | 2021           |
| Cyanosporus subcaesius (Dikke vaalblauwe kaaszwam) | (A. David) B.K. Cui, L.L. Shen & Y.C. Dai              | 2018           |
| Cyanosporus subhirsutus                            | B.K. Cui, L.L. Shen & Y.C. Dai                         | 2018           |
| Cyanosporus submicroporus                          | B.K. Cui & Shun Liu                                    | 2021           |
| Cyanosporus subviridis                             | (Ryvarden & Guzmán) B.K. Cui & Shun Liu                | 2021           |
| Cyanosporus tenuis                                 | B.K. Cui, Shun Liu & Y.C. Dai                          | 2021           |
| Cyanosporus tricolor                               | B.K. Cui, L.L. Shen & Y.C. Dai                         | 2018           |
| Cyanosporus ungulatus                              | B.K. Cui, L.L. Shen & Y.C. Dai                         | 2018           |
| Cyanosporus yanae                                  | (Miettinen & Kotir.) B.K. Cui & Shun Liu               | 2021           |